# Да простиш
„Да простиш” је узречица у српском језику. Њено значење има приближан смисао: „управо ћу рећи нешто што би некоме могло звучати као простота, али то ми није намјера“. Користи се када даље у реченици слиједе ријечи које су означене као вулгаризми, које звуче слично или исто као вулгаризми, али то нису, или које су сасвим обичне ријечи из свакодневне употребе, али се уз мало маште могу протумачити као асоцирање на простоте.